# 2015年比利時大獎賽
2015年比利時大獎賽（英語：2015 Belgian Grand Prix），官方名稱為2015年一級方程式賽車殼牌公司比利時大獎賽（英語：2015 Formula 1 Shell Belgian Grand Prix），是2015年8月23日舉辦於比利時的一場一級方程式賽車賽事。比賽在斯帕-弗朗科爾尚賽道進行，總計44圈。這是2015年世界一級方程式錦標賽的第11場分站賽事。同時也是第71屆比利時大獎賽。
梅賽德斯車手路易斯·漢米爾頓帶著領先隊友尼可·羅斯堡21分的差距來到此站，緊追在後的是落後42分的法拉利車手賽巴斯蒂安·維泰爾。梅賽德斯在車隊冠軍積分榜上以146分的積分差距領先法拉利，位居第3的威廉斯則以85分落後法拉利。紅牛車隊車手丹尼爾·里卡多是上屆的分站冠軍。最終，漢米爾頓從桿位發車贏得他本季的第6座分站冠軍，其隊友羅斯堡取得亞軍，蓮花車手羅曼·格羅斯讓在比賽尾聲擊敗爆胎的賽巴斯蒂安·維泰爾，繼2013年美國大獎賽後，再度站上頒獎台取得季軍。
這場分站是法拉利車隊參加的第900場大獎賽，而麥拉倫車隊因為對其本田動力單元做出多樣變更，以105位打破了一級方程式賽車的罰退紀錄。

## 賽事簡報

### 背景
輪胎供應商倍耐力在此站將提供十支車隊四種輪胎配方。兩種乾胎選擇分別是作為首選胎的白色中性胎，以及作為備選胎的黃色軟胎。另外，雨胎有綠色半雨胎及藍色全雨胎兩款。由於康斯坦丁·捷列先科在2014年GP3系列賽的撞車事故，原先在最後一彎內側的草地補丁被換成了新的柏油路面。此外，在知名的艾爾羅格（Eau Rouge）彎末端，即4號彎頂點處，新增了一個新的路緣石。然而，這個路緣石在國際汽聯與車手們商議後，於周六移除。在1號彎拉蘇爾斯（La Source）髮夾彎末端的路緣石則被修短，以使跑開的車手能夠較順利地重回賽道。

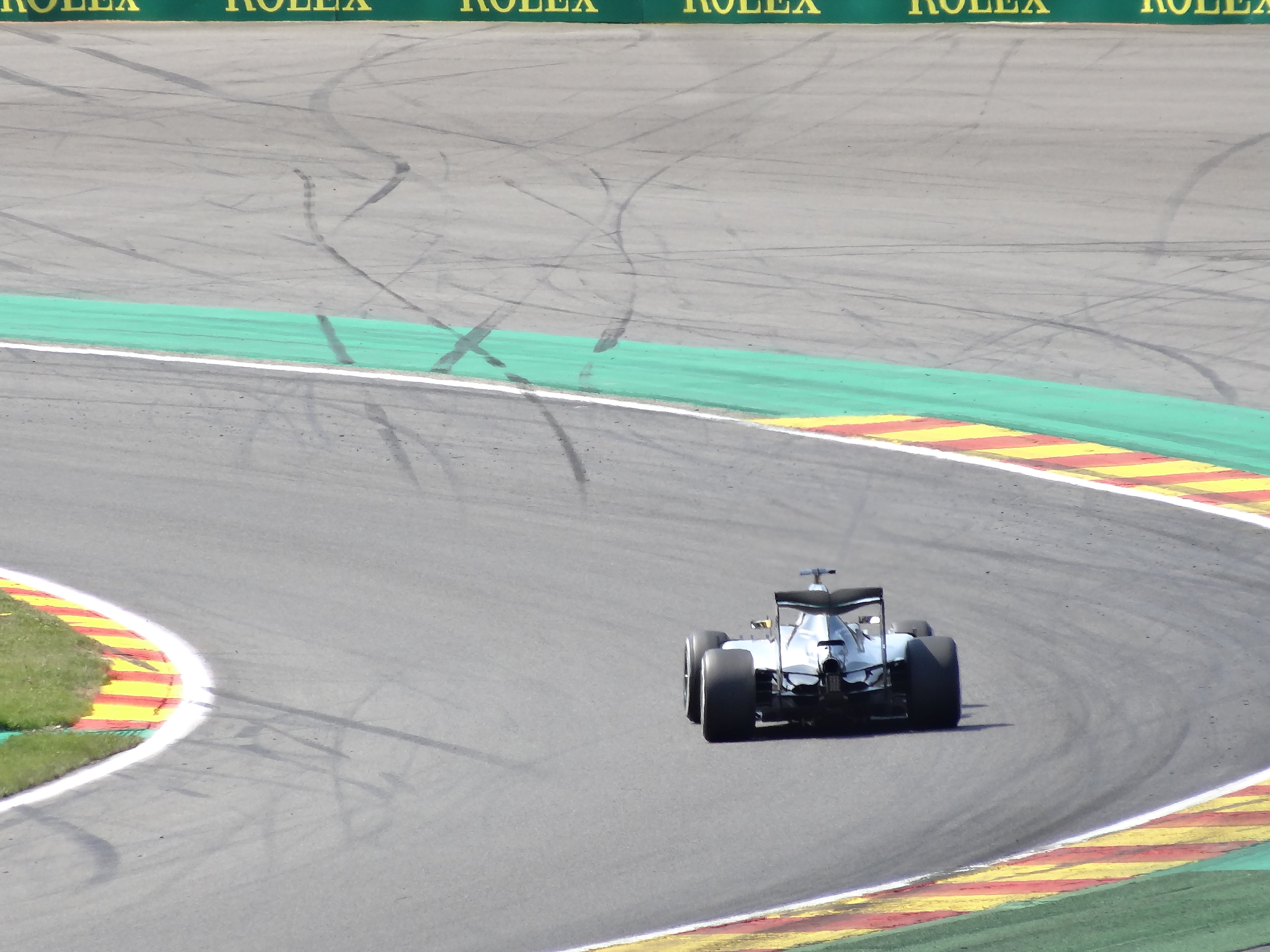
梅賽德斯F1 W06 Hybrid新引進的勺狀後尾翼。

這場分站是法拉利車隊參加的第900場大獎賽。在斯帕有著名成就的現役車手奇米·雷克南為法拉利駕車介紹賽道，他也在比賽一週前與該隊延長一年合約。梅賽德斯為斯帕賽道引進新的低下壓力後尾翼，並有著類似2006年麥拉倫MP4-21的勺子形設計。其目的在於找到在斯帕賽道長直道上的低下壓力，以及在賽道較多彎角的第二區段中能保有足夠的抓地力，兩者之間的平衡點。另外，紅牛在週五自由練習賽期間，測試了兩種不同的尾翼。其中，丹尼爾·里卡多用上極低下壓力的，丹尼爾·科維亞特則測試「斯帕專用設置版本」尾翼，這套尾翼也是兩位車手最終在排位賽及正賽中所使用的，能夠減緩輪胎劣化。麥拉倫換上了新的動力單元，旨在藉由導入的修改來達到與法拉利動力單元相等的水平。然而，麥拉論賽車指導埃里克·布里耶則提醒說，這套單元要等到新加坡分站才會有顯著的獲益，他也預期這會是一場「艱難的」比利時大獎賽。為了配合全新的動力單元，該隊推出新的引擎蓋。麥拉倫MP4-30額外的更新還包括前底盤「史無前例」的托盤設計，以及較低的側箱和全新位置的散熱器，以冷卻電子回收系統。
路易斯·漢米爾頓在車手積分榜上以202分領先，位居第2的尼可·羅斯堡落後21分。在前一分站奪冠的法拉利車手賽巴斯蒂安·維泰爾縮小了差距，與羅斯堡相差21分。在車隊積分榜方面，梅賽德斯以383分領先147分的法拉利，第3的威廉斯則再落後85分。

#### 規則變更
為了限制維修站車隊監控區在起跑時對車手的影響力，自比利時大獎賽後，官方制訂了新的起跑程序規則。一旦車手離開維修站前往發車位，便僅能再調整其中一個離合器撥片。車手們對此的看法不一，尼可·羅斯堡稱這項新的起跑程序會讓比賽更具挑戰性，費爾南多·阿隆索認為這並非重大的改變，而丹尼爾·里卡多則希望這項新的程序能夠幫助他的車隊。

#### 蓮花法律糾紛
路特斯車隊在斯帕週末面臨一起官司，前測試車手查爾斯·皮克認為車隊違背了協議，未提供他足夠的時間駕駛該隊的2014年車輛。隨著這起官司進入仲裁程序，蓮花在這場分站後，可能將面臨車輛被扣押且不能任意移動的風險。

### 自由練習賽
根據2015年賽季的規則，比賽周末將舉行三階段自由練習賽，週五的兩場長一個半小時，剩餘的一場一小時練習賽則位在週六排位賽之前。在週五上午的第一階段練習賽，尼可·羅斯堡最初遭遇動力單元故障問題，但仍舊成為第一階段的最快車手，領先他的隊友路易斯·漢米爾頓約0.25秒。紅牛的丹尼爾·里卡多位居第3，僅僅比第2的漢米爾頓慢上約0.05秒，第四的奇米·雷克南則再落後里卡多約1秒。此階段經過五十分鐘後，帕斯托·馬爾多納多在經過科姆貝斯（Les Combes）彎時，他的蓮花E23 Hybrid尾端失去牽引力撞上了輪胎護牆，造成他的車輛右前方損毀並引發了紅旗。為了修復護牆，此階段練習賽中斷了十分鐘。馬爾多納多談到他的事故，表示：「真的非常不走運，因為我差點就能保住車輛了。但是無論如何，事情已經發生。這一直是一條非常困難的賽道，特別在第二區段相較狹窄，當你一有閃失便會出事。但是，這已經發生了，現在我們也無從改變。我們只能持續前進奮鬥了。」蓮花的喬里昂·帕爾默再次代替羅曼·格羅斯讓上場，以第17名完賽。
週五下午的第二階段練習賽又再發生一起事故，尼可·羅斯堡的梅賽德斯後輪爆胎，使得他在布蘭奇蒙特（Blanchimont）彎上發生打滑。德國人順利地避開輪胎牆，但此階段仍然出示紅旗，以拖離羅斯堡留在賽道上的車輛。在這起事故之前，羅斯堡便以1分49.687秒的成績寫下此階段的最快圈速，較位居第2的隊友快上約0.3秒。里卡多再度名列第3，落後漢米爾頓約0.4秒，在他之後的是他的紅牛隊友丹尼爾·科維亞特，與羅斯堡相距1秒。威廉斯的維爾特利·鮑達斯及費利佩·馬薩分別名列第14及第16位，領先兩輛麥拉倫，而兩位馬諾瑪魯西亞則位居最後。隨後，倍耐力認為羅斯堡的爆胎起因於「外力侵擾」，排除了「任何結構完整性問題」的可能性。不過，這位梅賽德斯車手仍然擔憂輪胎在週日正賽時的穩定性，說道：「問題在於我們並不清楚這一切。是有些推測，但都沒有足夠的證據，所以可以肯定的是這件事仍然令人憂心。」
世界冠軍路易斯·漢米爾頓在週六上午的第三階段練習賽重新振作，寫下全場最快圈速，較第2的羅斯堡快上約半秒。經過此階段平淡無奇的練習賽，兩位法拉利車手維泰爾與雷克南則分別位居第3及第4。印度威力的塞吉歐·培瑞茲及尼克·胡肯伯格則排在了兩位紅牛車手前後，分別取得第5與第8的成績。第三階段唯一出現的事件發生在羅曼·格羅斯讓於16號彎要超越奇米·雷克南時，格羅斯讓被法拉利逼到差點發生打轉，隨後，他向車隊表示雷克南的行為「非常、非常地危險」。

### 排位賽
排位賽共包含三個部分，各個階段分別長18、15、12分鐘，前兩階段各淘汰五名車手。維爾特利·鮑達斯是第一階段（Q1）首位及最後一位出場的車手，在第一階段尾聲上場的一圈使他脫離淘汰名單。首批被淘汰的包括兩位馬諾瑪魯西亞、兩位麥拉倫車手及薩伯的費利佩·納斯爾。儘管馬克斯·維斯塔潘抱怨他的車輛失去動力，但仍順利挺進第二階段。
第二階段排位賽，奇米·雷克南因為失去油壓而停在了賽道上。此階段排位賽為了清空賽道出現了短暫的紅旗，等到排位賽恢復後，兩位梅賽德斯車手決定不再上場，因為他們首圈時間已經足夠進入第三階段。馬克斯·維斯塔潘因為車輛故障未能跑完第二階段，使他暫時取得第14位（罰退未計），雷克南則將以第15位發車。剩餘三位被淘汰的車手為马库斯·埃里克松、丹尼爾·科維亞特及尼克·胡肯伯格。胡肯伯格的時間僅比第10的維泰爾慢上約0.3秒，且他成為唯一無法爭奪桿位的駕駛梅賽德斯動力車輛的車手。

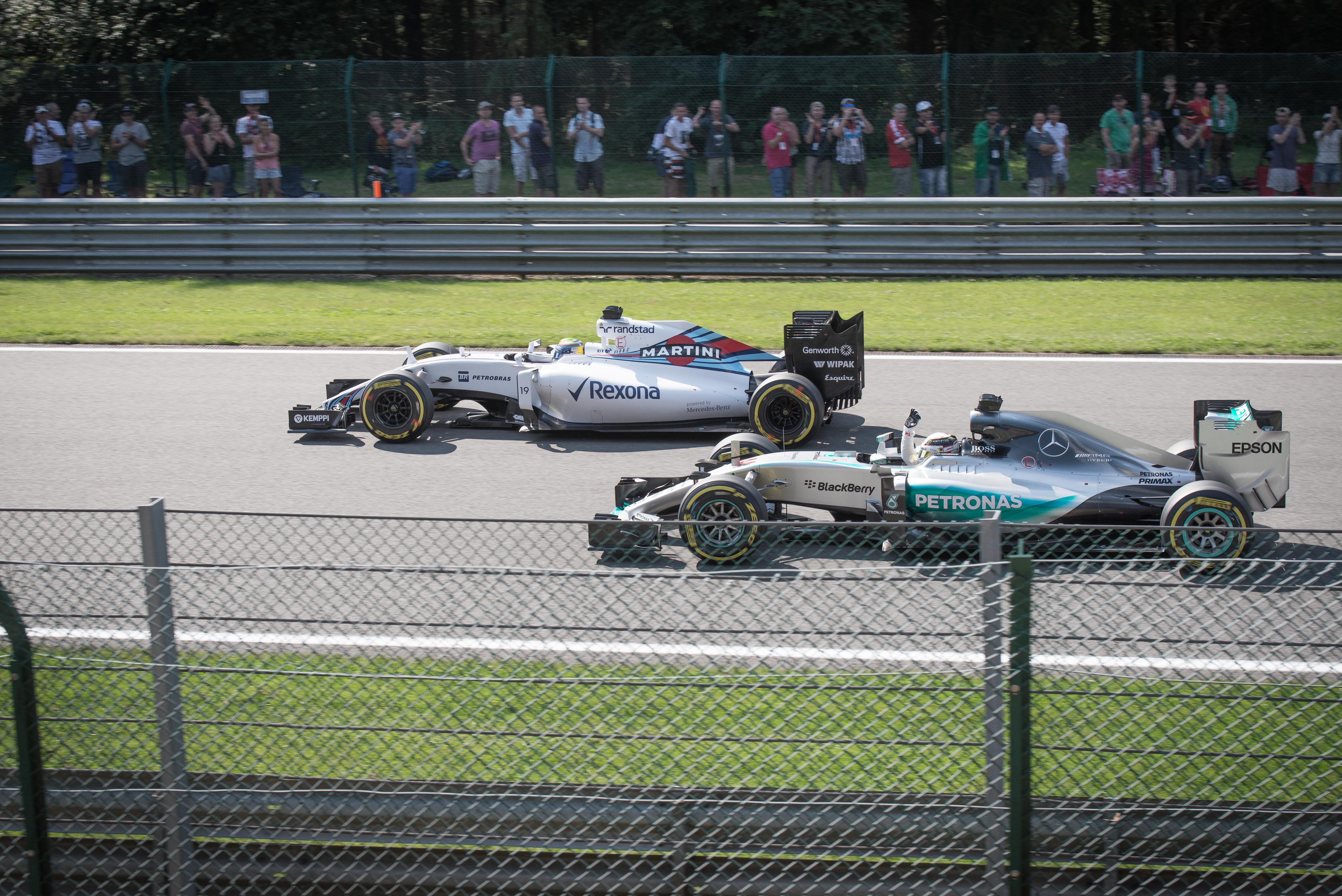
路易斯·漢米爾頓慶祝奪得桿位。

路易斯·漢米爾頓是第三階段首位出場作時間的梅賽德斯車手，以約半秒之差刷新了隊友羅斯堡在第二階段的時間。同時，羅斯堡也刷新了他自己的圈時，不過最終仍落後隊友0.458秒，將以第2位發車。這是路易斯·漢米爾頓在本季目前11場分站中，奪得的第10座桿位，這也意味著他提前保住了國際汽聯桿位獎（FIA Pole Position Trophy）。排在第3位的是威廉斯車手維爾特利·鮑達斯，他以1.3秒之差落後1分47.197秒的漢米爾頓。羅曼·格羅斯讓以BBC稱作「極其令人印象深刻」的一圈，排上第4位。塞吉歐·培瑞茲同樣也有不錯的成績，為印度威力拿下第5位。另外，前一站分站冠軍賽巴斯蒂安·維泰爾在最後的減速彎發生失誤，僅能排在第9位發車。
排位賽後，漢米爾頓表示他能有如此的成績，主要是因為他在賽道中段有所改善，說道：「第二區段很有可能是以往我的弱點。從前，我了解路線，但卻無法掌握過彎時機。可以肯定的是，我在最後的這兩圈非常、非常地強勢。」事實上，他在領先羅斯堡的時間大多都落在這個包含賽道大部分彎角的區段。他成為繼麥可·舒馬克（於2000年至2001年達成這項成就）後，首位連續奪得六座桿位的車手，而上一位在單一賽季取得連續六座桿位的車手是1999年的米卡·海基寧。簡森·巴頓在取得不理想的排位及接受罰退後，預期這對麥拉倫來說將會是一場「孤獨的比賽」，說道：「事實上，我很享受賽車，當你衝過終點線時，看到自己的時間覺得『還不算糟』。但是，一旦你看到自己與前方車手相差1秒如此大的差距後，真的很心痛。」

### 罰則

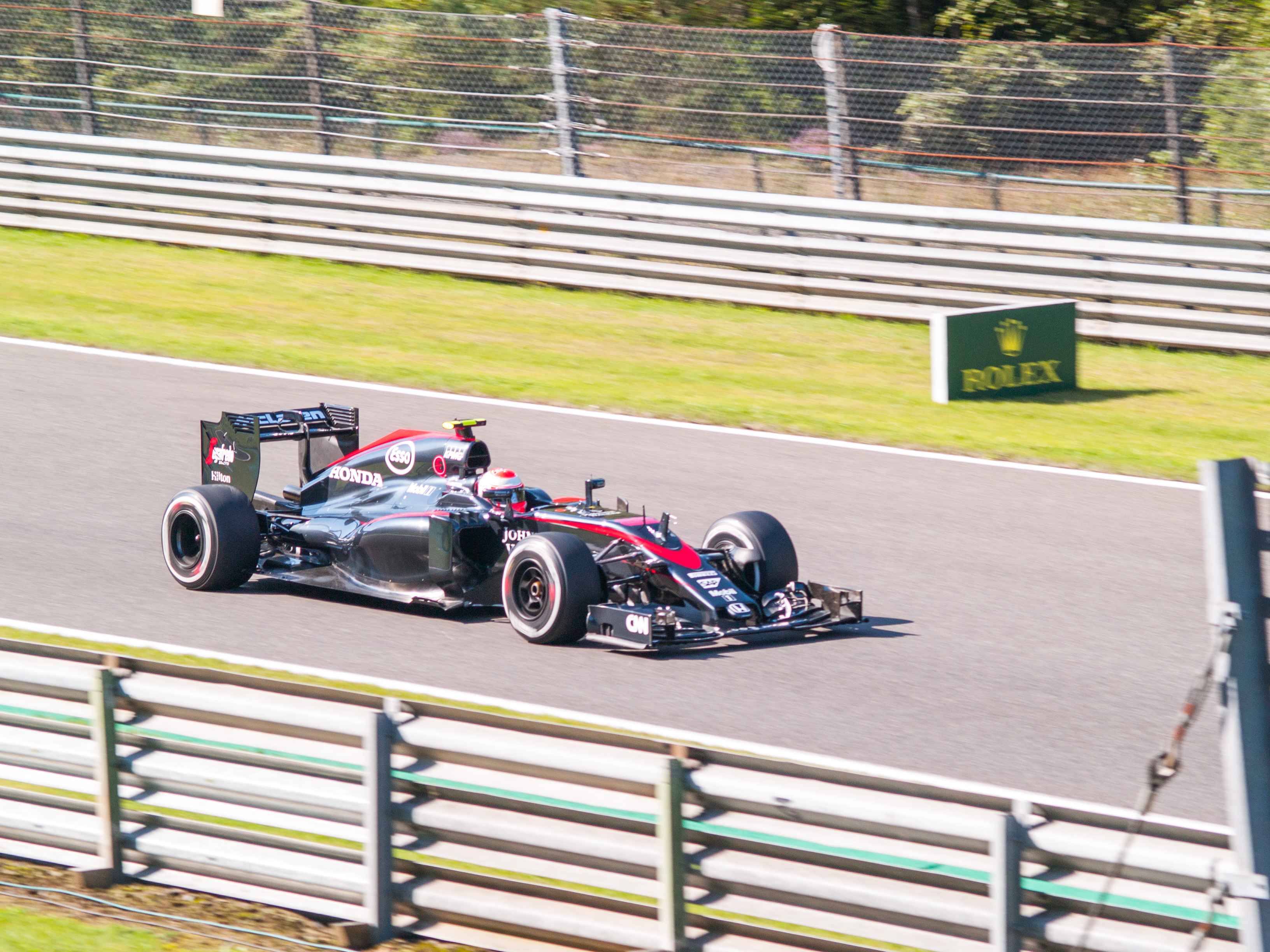
簡森·巴頓在取得不理想的排位及罰退後，預期這將會是一場「孤獨的比賽」。

麥拉倫原先期盼能從起跑程序改變中得利，不過本站將從最後兩位發車。他們於2015年賽季已經超出使用一具動力單元配額後，又在匈牙利大獎賽換上第六具動力單元，接著，於週五的比利時再為兩輛車都換上第七具重大修正版的動力單元。隨後，由於季中的規則修訂，麥拉倫又在週六更換另一具動力單元，意味著他們所需接受的罰則將不再是賽中加時，且在剩餘的賽季，該隊將有兩具動力單元的額度不用擔心會有額外的後果。兩位車手在這場比賽總計要被罰退105位，刷新了新的一級方程式賽車紀錄。
馬克斯·維斯塔潘在週五換上他的第六具動力單元後，須接受10位罰退。蓮花在週六更換羅曼·格羅斯讓的變速箱後，法國人被判罰退5位，使得他的第4發車位後退至第9位。基於同樣的原因，奇米·雷克南也接受了5位罰退，再加上其他車手的罰則，讓他原先的排位下滑2名。

### 正賽
起跑前，尼克·胡肯伯格在回報他的印度威力失去動力後，回到了車庫，不過最終仍返回發車格。他在暖胎圈時再度遭遇相同問題，加上他的車輛在發車格上熄火，使得起跑程序被迫中斷，須再執行一次暖胎圈。小卡洛斯·塞恩斯在第二次暖胎圈也出現類似狀況，隨後被車隊叫回維修站。最後，他在比賽起跑後出場。因此，比賽距離縮短至43圈。

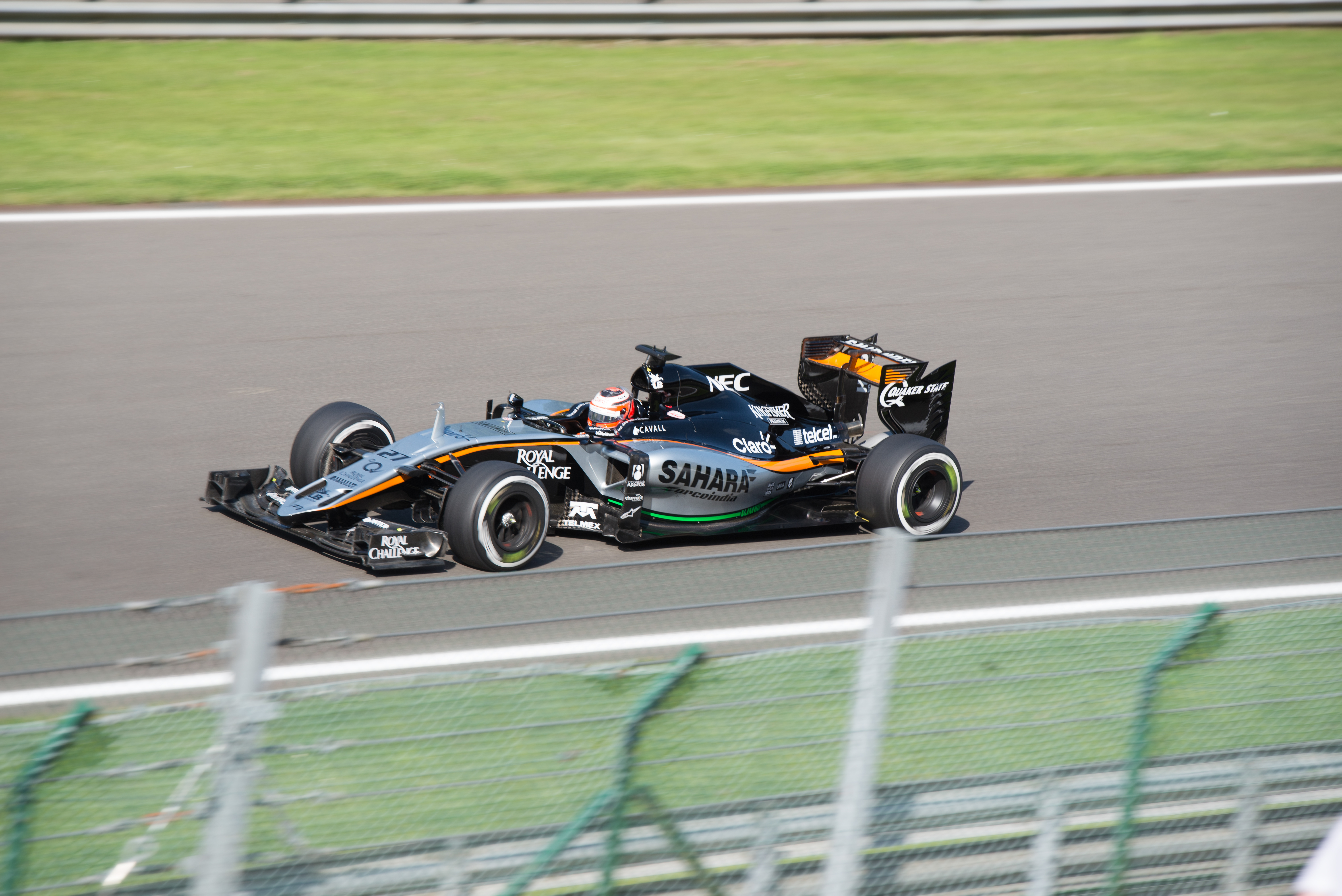
尼克·胡肯伯格未能順利起跑。

正賽展開，尼可·羅斯堡的起步並不順利，被後方的培瑞茲、里卡多及鮑達斯超越，暫居第5名，不過他在首圈最後一彎順利超車來到第4名。麥拉倫的費爾南多·阿隆索起跑則是相當成功，名次上升至第12名。路易斯·漢米爾頓保持著他的領先地位，很早便與第2名的培瑞茲拉開差距。第2圈，賽巴斯蒂安·維泰爾藉著鮑達斯的鎖死，順利在1號彎超車，來到第5名緊追前方的羅斯堡。帕斯托·馬爾多納多因為動力故障 ，成為了本站第二位退賽車手。第6圈，丹尼爾·科維亞特超過費利佩·馬薩來到第8名。羅曼·格羅斯讓在前幾圈也有極快的速度，他在第8圈超越另一位威廉斯車手鮑達斯，來到第6名。

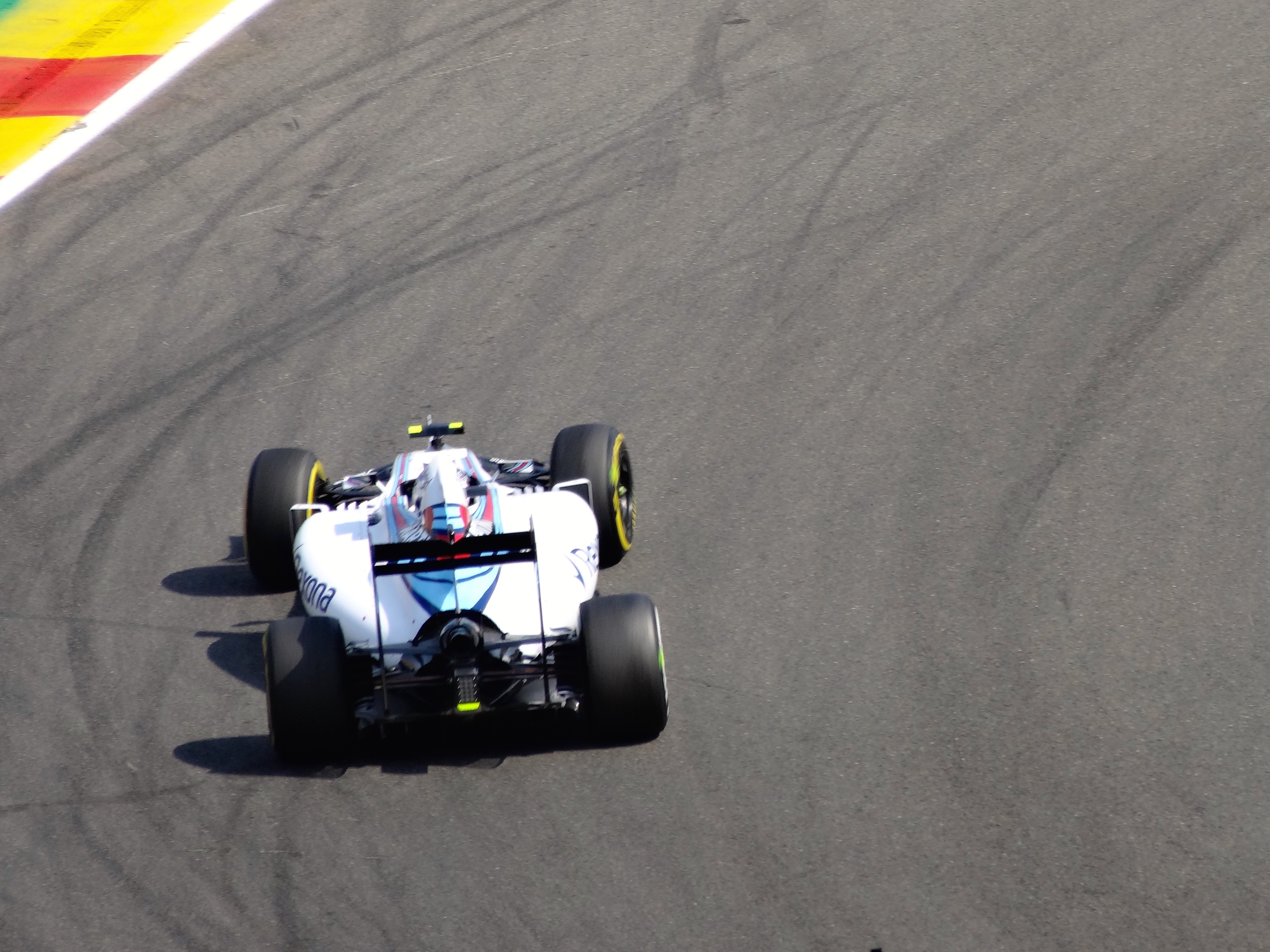
維爾特利·鮑達斯的車隊在他首次進站期間發生失誤，將他的車輛裝上3顆軟胎（黃色）及1顆中性胎（白色）。

里卡多在第8圈早早進站，接著，培瑞茲在隔圈進站，但墨西哥人出來後落在了紅牛之後。幾位車手也在接下來的幾圈內進站，其中包括鮑達斯及格羅斯讓，威廉斯車手在進站期間奪回他的名次，不過在第10圈再度被蓮花車手超回來。晚些，鮑達斯卻因為車隊為他同時換上兩種不同的輪胎配方，被判罰通過維修道一次。第11圈，馬克斯·維斯塔潘執行了一次冒險的超車，他在布蘭奇蒙特從外側超越納斯爾，來到第11名。經過這些進站後，前段的車手依次為漢米爾頓、羅斯堡、維泰爾、雷克南及里卡多，其中前四位車手仍未進站。在這四位車手中，羅斯堡於第13圈首先進站，出來後剛好落在前一圈超過里卡多的培瑞茲前頭。墨西哥人帶著他的氣勢從艾爾羅格彎一直到7號彎，不過最終無法從梅賽德斯手中奪回名次。漢米爾頓與維泰爾分別在第14及第15圈進站換胎。
在接下來的幾圈內，羅斯堡持續追擊前方的漢米爾頓，不過始終無法追近。第18圈，羅曼·格羅斯讓超越里卡多來到第4名。2圈後，他利用DRS從培瑞茲手中奪下第3名。第21圈，丹尼爾·里卡多的紅牛突然停在了巴士站（Bus Stop）減速彎的邊上，迫使賽會出動虛擬安全車。許多車手選擇在此期間進佔換上新胎，其中包括格羅斯讓、馬薩和維斯塔潘。到了第28圈，科維亞特進站換上新的軟胎，這套胎讓他能以較快的速度跑到比賽結束，另一方面，維泰爾則選擇不進站，嘗試使用舊有的輪胎跑到比賽結束。科維亞特的新胎令他超越鮑達斯、雷克南、馬薩及培瑞茲，最終以第4名完賽。第31圈，漢米爾頓執行他的第二次換胎，而隊友羅斯堡也在隔圈進站。小卡洛斯·塞恩斯最終在第34圈以退賽收場。羅斯堡寫下最快圈速，並將他與隊友的差距縮小至10秒。然而，維泰爾的策略並未奏效。到了第42圈，距離比賽結束僅剩2圈時，他的右後輪在凱莫（Kemmel）大直道上爆胎，將頒獎台名次拱手讓給了格羅斯讓。德國人將車輛開回維修站結束他的比賽，不過他仍具有第12名的成績。最後一圈，馬克斯·維斯塔潘嘗試在大直道超越雷克南，不過最後輪胎鎖死未能成功。最終，路易斯·漢米爾頓並未受到來自隊友的壓力，奪下他的第39座分站冠軍。

### 賽後

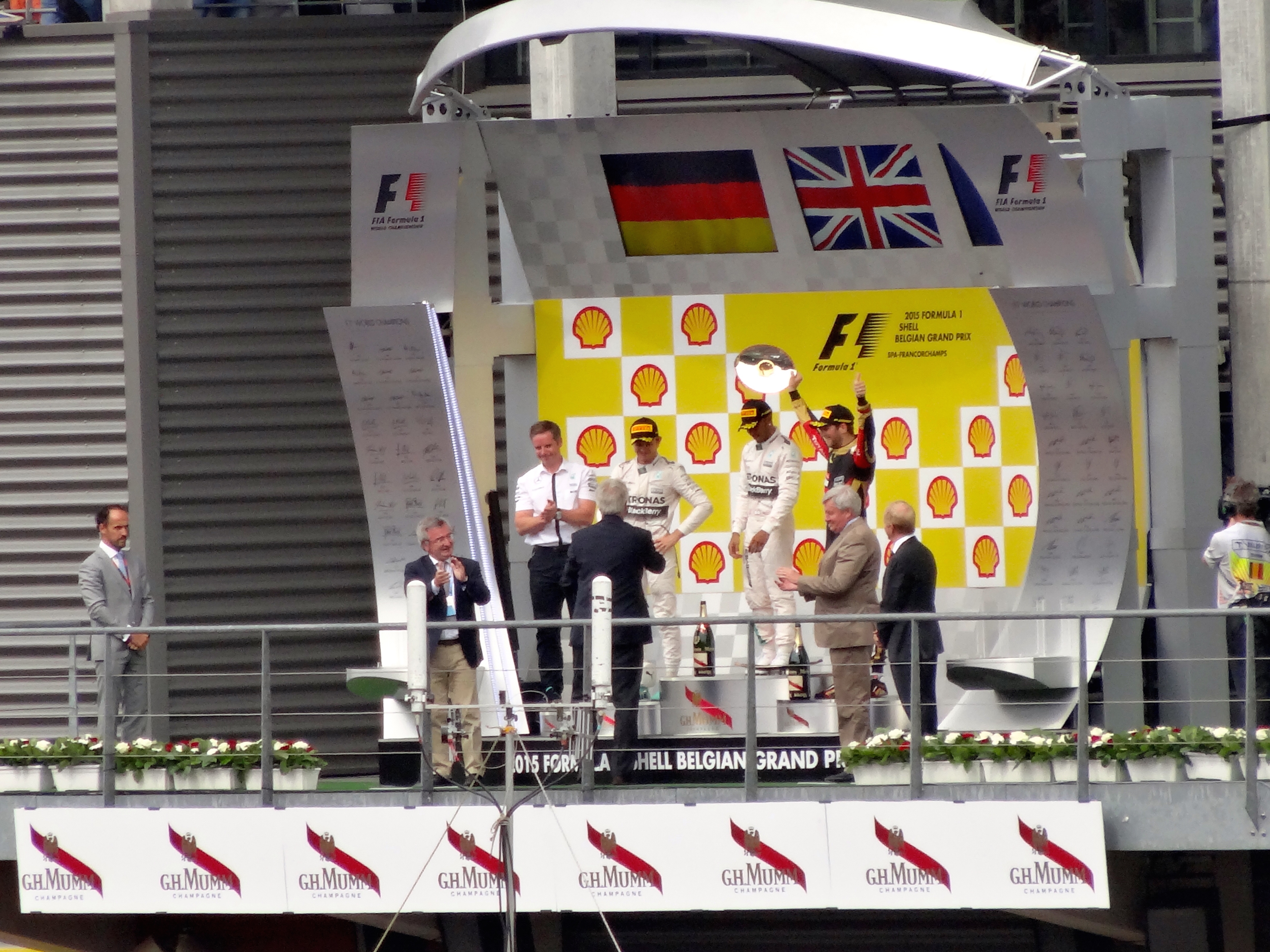
頒獎儀式

在大衛·庫塔主持的頒獎台訪問中，路易斯·漢米爾頓表示他「跑在前頭還算輕鬆」，稱他在比賽中唯一要擔心的就是輪胎磨損。尼可·羅斯堡認為他的比賽「全被起跑搞砸」，補充說漢米爾頓「表現非常出色，故這場勝利事他應得的」。羅曼·格羅斯讓很高興他生涯第10度站上頒獎台，說道「這是一個令人難以置信的周末」，稱「感覺就像是贏了分站冠軍」。當被問及他將問鼎世界冠軍，漢米爾頓依然強調「現在談論這還太早」。在賽後的記者會上，格羅斯讓形容維泰爾爆胎的當下「有點嚇人」，表示他如此的遭遇「非常不走運」。

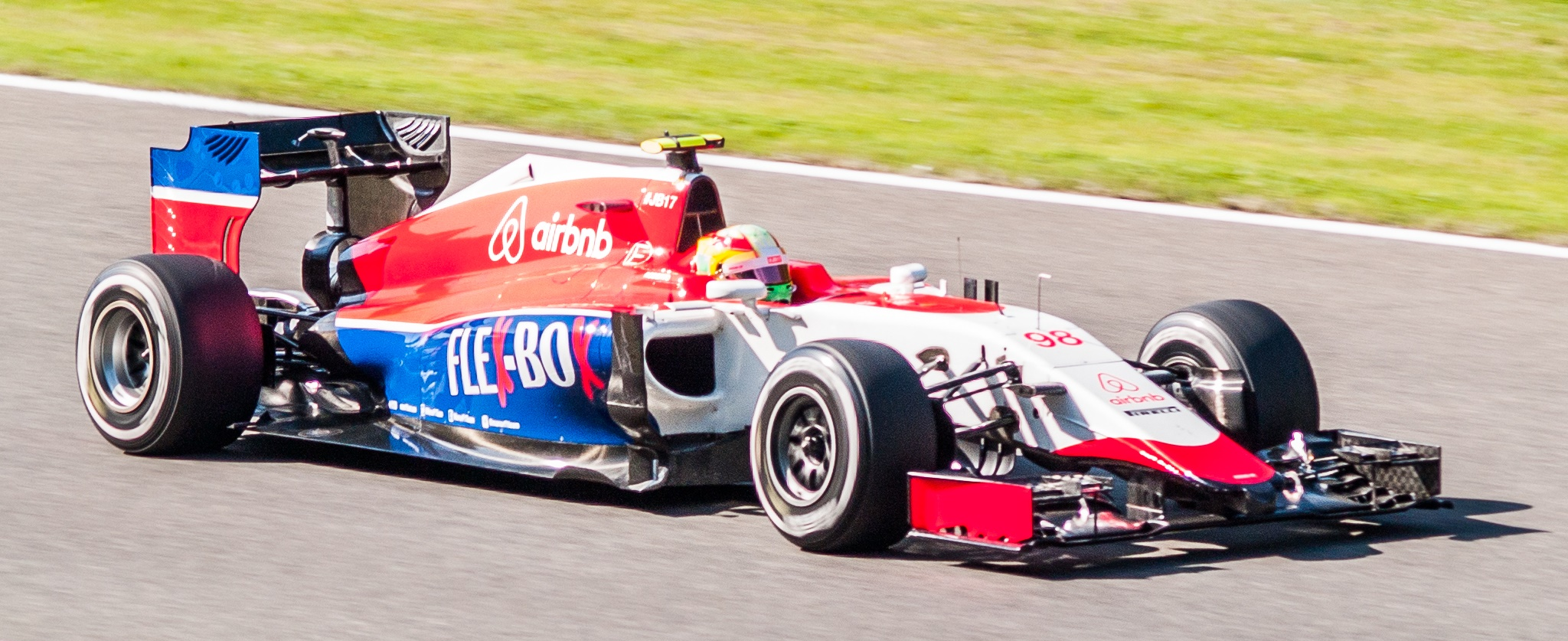
羅伯托·梅里連續四站在隊友威爾·史蒂文斯前頭完賽。

賽後，賽巴斯蒂安·維泰爾嚴厲批評輪胎供應商倍耐力，表示不僅涉及到他，尼可·羅斯堡在週五也遭遇同樣的事情。他表示：「我認為這應當是件持續在討論的事情，但卻沒有人關注。無法容許這件事的發生。如果尼可說他沒有跑開，那麼他就是沒有，他為什麼需要騙我們呢？我的情況也是相同的，我沒有跑開賽道，輪胎就這樣突然破裂……」他認為車手置身在危險之中，聲稱「如果爆胎提前200公尺發生，我現在就不會站在這了。」倍耐力的賽車運動總監保羅·亨伯利對維泰爾的指控做出回應：「我並不打算批評賽巴斯蒂安。這只是一時的火氣，且我不想在這個話題中加入戰局，這對每個人來說都毫無意義。當我們看到比賽剩餘的圈數，我們對此感到擔心。沒有人會認為他們將採用一停策略，在大家都在討論著該執行兩停或三停的情況下，這實在有點令人出乎意料。」然而，尼可·羅斯堡選擇支持他的同胞維泰爾，他告訴記者：「遭遇爆胎相當的不幸。這本不該發生。這件事在其他的賽事不斷地出現，我在週五也遭遇到同樣的狀況。所幸我們兩人都沒出事。如果提早或再晚個幾公尺發生，我們就會遭受史上最大的翻車之一。他們必須尋求讓輪胎更安全的方法。」考慮到即將到來的義大利大獎賽，他也呼籲官方能立即採取行動，因為蒙札賽道是整年賽季中最快的賽道。倍耐力則回應指出，他們早在2013年底便提出了設置一套胎的可跑圈數上限的建議。比賽過後一天，倍耐力宣布他們在其他車隊的輪胎上發現了裂痕，主要集中在後輪，且他們將會持續調查輪胎破損的原因。然而，該公司重申他們的立場指出，羅斯堡的爆胎起因於外力破壞，而維泰爾則「單純出於磨損」。維泰爾也獲得前一級方程式賽車車手大衛·庫塔及庫塔的前隊友米卡·海基寧的支持，庫塔更認為維泰爾跟倍耐力交涉這項輪胎議題相當正確。這位法拉利車手於週二再度捍衛車隊所決定的一停策略，表示：「我們從來都不會冒險決定策略，一點都不會。車隊不該被指責。」

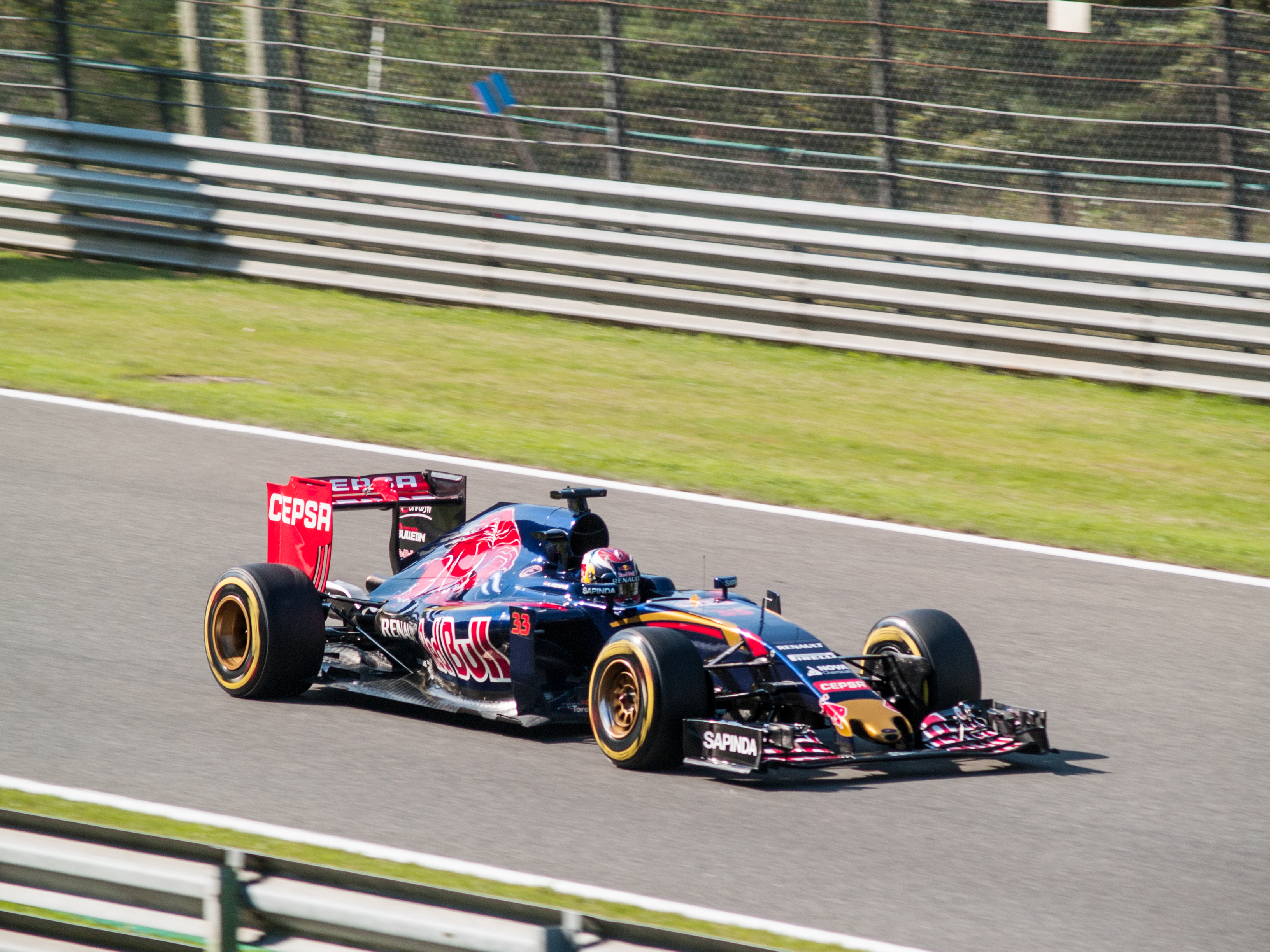
馬克斯·維斯塔潘對費利佩·納斯爾的超車受到了讚揚。

馬克斯·維斯塔潘在布蘭奇蒙特對費利佩·納斯爾的超車特別受到好評。前一級方程式賽車車手艾倫·麥克尼什寫道：「這是我一生當中，首次見到有人從布蘭奇蒙特地外側超越別人。這次的超車大受歡迎。」另外，在整場比賽遭遇電池電量不足的問題後，簡森·巴頓僅能在兩輛馬諾瑪魯西亞前頭完賽，稱麥拉倫的這場比賽是個「窘境」。蓮花透露馬爾多納多的退賽一部份是起因於「與路緣石過度接觸」。技術總監尼克·切斯特（Nick Chester） 認為這是「一個很大的憾事」，馬爾多納多在退賽前一直跑在最終取得季軍的格羅斯讓前頭，也因此無法為車隊貢獻一個好成績。蓮花隨後又透露這次的退賽是出於他在艾爾羅格跑開後，造成的離合器控制系統損壞。同時，車隊讚許格羅斯讓的駕駛「無可挑剔」。賽車記者馬克·休斯也稱讚格羅斯讓在一級方程式賽車界「還是被過度低估」。威廉斯對維爾特利·鮑達斯在第一次進站的輪胎混搭事件展開內部調查，認為這讓鮑達斯損失了上頒獎台的機會。
由於比賽的結果，路易斯·漢米爾頓將他與羅斯堡的積分差拉大至28分，這也是本季至今雙方最大的差距。維泰爾因為爆胎，使得他在積分榜上落後漢米爾頓67分。在車隊積分榜方面，梅賽德斯與法拉利間的差距擴大至184分，而蓮花擠下了原先位居第五的印度威力，上升一個名次。

## 賽事結果

### 排位賽成績
| 名次               | 車號 | 車手              | 車隊              | 第一階段 | 第二階段 | 第三階段 | 發車位 |
| ------------------ | ---- | ----------------- | ----------------- | -------- | -------- | -------- | ------ |
| 01                 | 44   | 路易斯·漢米爾頓   | 梅賽德斯          | 1:48.908 | 1:48.024 | 1:47.197 | 01     |
| 02                 | 6    | 尼可·羅斯堡       | 梅賽德斯          | 1:48.923 | 1:47.955 | 1:47.655 | 02     |
| 03                 | 77   | 維爾特利·鮑達斯   | 威廉斯-梅賽德斯   | 1:49.026 | 1:49.044 | 1:48.537 | 03     |
| 04                 | 8    | 羅曼·格羅斯讓     | 蓮花-梅賽德斯     | 1:49.353 | 1:48.981 | 1:48.561 | 091    |
| 05                 | 11   | 塞吉歐·培瑞茲     | 印度威力-梅賽德斯 | 1:49.006 | 1:48.792 | 1:48.599 | 04     |
| 06                 | 3    | 丹尼爾·里卡多     | 紅牛-雷諾         | 1:49.664 | 1:49.042 | 1:48.639 | 05     |
| 07                 | 19   | 費利佩·馬薩       | 威廉斯-梅賽德斯   | 1:49.688 | 1:48.806 | 1:48.685 | 06     |
| 08                 | 13   | 帕斯托·馬爾多納多 | 蓮花-梅賽德斯     | 1:49.568 | 1:48.956 | 1:48.754 | 07     |
| 09                 | 5    | 賽巴斯蒂安·維泰爾 | 法拉利            | 1:49.264 | 1:48.761 | 1:48.825 | 08     |
| 10                 | 55   | 小卡洛斯·塞恩斯   | 紅牛二隊-雷諾     | 1:49.109 | 1:49.065 | 1:49.771 | 10     |
| 11                 | 27   | 尼克·胡肯伯格     | 印度威力-梅賽德斯 | 1:49.499 | 1:49.121 | —        | 11     |
| 12                 | 26   | 丹尼爾·科維亞特   | 紅牛-雷諾         | 1:49.469 | 1:49.228 | —        | 12     |
| 13                 | 9    | 马库斯·埃里克松   | 薩伯-法拉利       | 1:49.523 | 1:49.586 | —        | 13     |
| 14                 | 7    | 奇米·雷克南       | 法拉利            | 1:49.288 | 未作時間 | —        | 162    |
| 15                 | 33   | 馬克斯·維斯塔潘   | 紅牛二隊-雷諾     | 1:49.831 | 未作時間 | —        | 183    |
| 16                 | 12   | 費利佩·納斯爾     | 薩伯-法拉利       | 1:49.952 | —        | —        | 14     |
| 17                 | 22   | 簡森·巴頓         | 麥拉倫-本田       | 1:50.978 | —        | —        | 194    |
| 18                 | 14   | 費爾南多·阿隆索   | 麥拉倫-本田       | 1:51.420 | —        | —        | 205    |
| 19                 | 28   | 威爾·史蒂文斯     | 瑪魯西亞-法拉利   | 1:52.948 | —        | —        | 15     |
| 20                 | 98   | 羅伯托·梅里       | 瑪魯西亞-法拉利   | 1:53.099 | —        | —        | 17     |
| 107%時間：1:56.532 |      |                   |                   |          |          |          |        |
| 來源：             |      |                   |                   |          |          |          |        |

註記：
^1 －羅曼·格羅斯讓因為更換變速箱，須接受5位罰退。

^2 －奇米·雷克南因為更換變速箱，須接受5位罰退。

^3 －馬克斯·維斯塔潘因為用上他本季的第六套動力單元，須接受10位罰退。

^4 －簡森·巴頓因為對其動力單元做出多樣變更，須接受50位罰退。

^5 －費爾南多·阿隆索因為對其動力單元做出多樣變更，須接受55位罰退。

### 正賽成績
| 名次   | 車號 | 車手              | 車隊              | 圈數 | 時間/退賽   | 發車位 | 積分 |
| ------ | ---- | ----------------- | ----------------- | ---- | ----------- | ------ | ---- |
| 1      | 44   | 路易斯·漢米爾頓   | 梅賽德斯          | 43   | 1:23:40.387 | 1      | 25   |
| 2      | 6    | 尼可·羅斯堡       | 梅賽德斯          | 43   | +2.058      | 2      | 18   |
| 3      | 8    | 羅曼·格羅斯讓     | 蓮花-梅賽德斯     | 43   | +37.988     | 9      | 15   |
| 4      | 26   | 丹尼爾·科維亞特   | 紅牛-雷諾         | 43   | +45.692     | 12     | 12   |
| 5      | 11   | 塞吉歐·培瑞茲     | 印度威力-梅賽德斯 | 43   | +53.997     | 4      | 10   |
| 6      | 19   | 費利佩·馬薩       | 威廉斯-梅賽德斯   | 43   | +55.283     | 6      | 8    |
| 7      | 7    | 奇米·雷克南       | 法拉利            | 43   | +55.703     | 16     | 6    |
| 8      | 33   | 馬克斯·維斯塔潘   | 紅牛二隊-雷諾     | 43   | +56.076     | 18     | 4    |
| 9      | 77   | 維爾特利·鮑達斯   | 威廉斯-梅賽德斯   | 43   | +1:01.040   | 3      | 2    |
| 10     | 9    | 马库斯·埃里克松   | 薩伯-法拉利       | 43   | +1:31.234   | 17     | 1    |
| 11     | 12   | 費利佩·納斯爾     | 薩伯-法拉利       | 43   | +1:42.311   | 18     |      |
| 12‡    | 5    | 賽巴斯蒂安·維泰爾 | 法拉利            | 42   | 爆胎        | 8      |      |
| 13     | 14   | 費爾南多·阿隆索   | 麥拉倫-本田       | 42   | +1圈        | 20     |      |
| 14     | 22   | 簡森·巴頓         | 麥拉倫-本田       | 42   | +1圈        | 19     |      |
| 15     | 98   | 羅伯托·梅里       | 瑪魯西亞-法拉利   | 42   | +1圈        | 17     |      |
| 16     | 28   | 威爾·史蒂文斯     | 瑪魯西亞-法拉利   | 42   | +1圈        | 15     |      |
| Ret    | 55   | 小卡洛斯·塞恩斯   | 紅牛二隊-雷諾     | 32   | 動力單元    | 10     |      |
| Ret    | 3    | 丹尼爾·里卡多     | 紅牛-雷諾         | 19   | 電子        | 5      |      |
| Ret    | 13   | 帕斯托·馬爾多納多 | 蓮花-梅賽德斯     | 2    | 動力單元    | 7      |      |
| DNS    | 27   | 尼克·胡肯伯格     | 印度威力-梅賽德斯 | 0    | 動力單元    | 11     |      |
| 來源： |      |                   |                   |      |             |        |      |

註記：
^‡ －賽巴斯蒂安·維泰爾因為完成了90%以上的賽程，所以具有最終比賽名次。

### 賽後排名
|   | 名次 | 車手              | 積分 |
| - | ---- | ----------------- | ---- |
|   | 1    | 路易斯·漢米爾頓   | 227  |
|   | 2    | 尼可·羅斯堡       | 199  |
|   | 3    | 賽巴斯蒂安·維泰爾 | 160  |
| 1 | 4    | 奇米·雷克南       | 82   |
| 1 | 5    | 費利佩·馬薩       | 82   |

|   | 名次 | 車隊            | 積分 |
| - | ---- | --------------- | ---- |
|   | 1    | 梅賽德斯        | 426  |
|   | 2    | 法拉利          | 242  |
|   | 3    | 威廉斯-梅賽德斯 | 161  |
|   | 4    | 紅牛-雷諾       | 108  |
| 1 | 5    | 蓮花-梅賽德斯   | 50   |

- 註記：僅列出前五名。

## 腳註
1. ↑  雖然路易斯·漢米爾頓在排位賽中寫下1:47.197的單圈時間，但賽巴斯蒂安·維泰爾在2009年的1:47.263時間是在比賽狀態下寫下的，依然是單圈時間紀錄保持人。

## 外部連結
| 上一場： 2015年匈牙利大獎賽 | 2015年世界一级方程式锦标赛 | 下一場： 2015年義大利大獎賽 |
| 上一屆： 2014年比利時大獎賽 | 比利時大獎賽               | 下一屆： 2016年比利時大獎賽 |